# Elisabeth Prins
Elisabeth Prins (Brussel, 27 februari 1910 — 1991) was een Belgisch decorateur, ontwerpster en lerares. Zij was verantwoordelijk voor verschillende Brusselse winkeldisplays, interieurs en een reeks meubelen die werden tentoongesteld op de Belgische afdeling van de Wereldtentoonstelling van 1937 in Parijs.

## Opleiding
Elisabeth Prins startte in 1926 haar studie decoratieve kunsten. Zij volgde lessen bij Henriette Bosché aan de school van Fernand Cocq in Elsene. Daarna volgde zij decoratiecursussen aan de Académie royale des beaux-arts de Bruxelles en vervolgens aan het Institut des arts décoratifs de La Cambre in 1929, het jaar waarin de school werd opgericht. Aan La Cambre volgde ze lessen in esthetiek bij Victor Bourgeois en in meubelkunst bij Antoine Pompe. Zij behaalde in 1931 ook een diploma in ornamentiek.

## Loopbaan
Na het behalen van haar diploma's begon ze in 1932 haar loopbaan als etaleur bij de meubelmakerij De Coen, alvorens voor zichzelf te gaan werken. Ze ontwierp meubelsets, met name voor Brusselse winkels, de Nationale Bank in Antwerpen en het museum van Dinant. In 1937 stelde ze, samen met twee andere winkeliers, een collectie arbeidersmeubelen tentoon in het Belgisch paviljoen op de Wereldtentoonstelling van Parijs. Na de Tweede Wereldoorlog werkte ze voornamelijk als binnenhuisarchitecte met haar echtgenoot en architect Gustave Herbosch (1908-1976), met name aan hun persoonlijk huis in Ukkel in 1955.
Later gaf ze les aan het Bischoffheim Instituut in Brussel. Dit was de eerste vakschool voor vrouwen in België, opgericht in 1865 door Jonathan-Raphaël Bischoffsheim. Zij richtte in 1968 de textielafdeling op en gaf daar les tot het einde van haar loopbaan in 1976.
Het CIVA beheert een archief op haar naam en op naam van haar echtgenoot. Het bevat tekeningen, schilderijen, foto's en academische werken uit haar jaren aan La Cambre.

## Oeuvre
De projecten die op haar naam staan, dateren hoofdzakelijk van vóór de Eerste Wereldoorlog, toen Elisabeth Prins zelfstandig werkte en niet voor haar man.
- 1932: vitrine voor de winkel van de werkgeversorganisaties in Brabant, Gachardstraat, Brussel
- 1933: meubilair voor hoedenmaker Ryckman de Betz, Luxemburgstraat, Brussel
- 1934: zitbank voor het museum van Dinant, Dinant
- 1935: atelier voor de heer Jacques Greffe, Larousseplein, Brussel
- 1936: meubilair voor een wedstrijd georganiseerd door Établissements Vanderborght
- 1937: Belgisch paviljoen, arbeidersafdeling, meubilair voor arbeidershuishoudens in populier, Wereldtentoonstelling Parijs, Parijs (met medewerking van J. Iwens en Max Wynants)
- 1938: meubilair voor de Nationale Bank van Brussel
- 1942: meubilair voor de Nationale Bank van Antwerpen